# Ascobolus perplexans
Ascobolus perplexans är en svampart som beskrevs av Massee & E.S. Salmon 1901. Ascobolus perplexans ingår i släktet Ascobolus och familjen Ascobolaceae.   Inga underarter finns listade i Catalogue of Life.